# Tour du lac Taihu 2010
La 1re édition du Tour du lac Taihu a eu lieu le 23 octobre 2010. Classée en catégorie 1.2, elle a été remportée par l'Australien David Kemp.

## Classement final
David Kemp remporte la course en parcourant les 187 kilomètres en 4 h 24 min 49 s à la vitesse moyenne de 42,368 km/h.
| Classement final, | Classement final, | Classement final, | Classement final, | Classement final,  |
|                   | Coureur           | Pays              | Équipe            | Temps              |
| ----------------- | ----------------- | ----------------- | ----------------- | ------------------ |
| 1er               | David Kemp        | Australie         | Fly V Australia   | en 4 h 24 min 49 s |
| 2e                | Jing Yang         | Chine             |                   | + 2 s              |
| 3e                | Serhiy Grechyn    | Ukraine           |                   | m.t                |
| 4e                | Rongxi Zou        | Chine             |                   | m.t                |
| 5e                | Ting Deng         | Chine             |                   | m.t                |
| 6e                | Roman Krasilnikov | Russie            |                   | m.t                |
| 7e                | Liu Bo            | Chine             |                   | m.t                |
| 8e                | Gregor Gazvoda    | Slovénie          |                   | m.t                |
| 9e                | Meiyin Wang       | Chine             |                   | m.t                |
| 10e               | Ruslan Karimov    | Ouzbékistan       |                   | m.t                |
| modifier          |                   |                   |                   |                    |